# Satélites de Sílvia

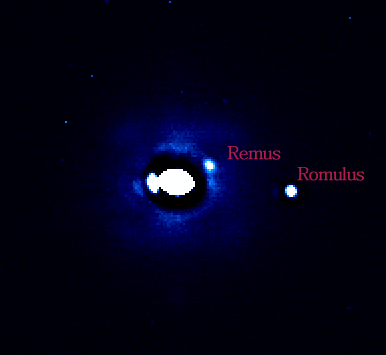
87 Sílvia e seus dois satélites, Rômulo e Remo.

O asteroide 87 Sílvia possui dois satélites naturais conhecidos, chamadas de Rômulo e Remo, assim como os filhos gêmeos de Reia Sílvia, uma personagem da mitologia romana. É provável que esses satélites foram criados por uma colisão espacial no passado. Neste caso, os albedos e densidades desses satélites são esperados para ser semelhantes aos de Sílvia.

## Rômulo
Rômulo, o primeiro satélite, foi descoberto no dia 18 de fevereiro de 2001, pelo astrônomos Michael E. Brown e Jean-Luc Margot através do telescópio Keck II do Observatório W. M. Keck. Este corpo celeste tem um diâmetro com cerca de 18 km, orbita a uma distância de 1356 ± 5 km, levando 3,6496 ± 0,0007 dias (87,59 horas) para completar uma órbita em torno do asteroide Sílvia.

## Remo
Remo, o segundo satélite, foi descoberto três anos após a descoberta de Rômulo, no dia 9 de agosto de 2004, pelos astrônomos Franck Marchis, Pascal Descamps, Hestroffer Daniel e Jérôme Berthier do Observatório de Paris, França, usando o telescópio Yepun do Observatório Europeu do Sul (ESO) no Chile. Seu diâmetro é de 7 ± 2 km e sua órbita tem uma distância de 706 ± 5 km, levando aproximadamente 1,3788 ± 0,0007 dias (33,09 horas) para completar uma órbita.